# Hybrizon buccatus
Hybrizon buccatus är en stekelart som först beskrevs av Brebisson 1825.  Hybrizon buccatus ingår i släktet Hybrizon och familjen brokparasitsteklar. Arten är reproducerande i Sverige. Inga underarter finns listade i Catalogue of Life.